# Roman Bezus
Roman Anatolijovyč Bezus (in ucraino Роман Анатолійович Безус?; Kremenčuk, 26 settembre 1990) è un calciatore ucraino, centrocampista o attaccante dell'Omonia.

## Palmarès

### Club

#### Competizioni nazionali
- Coppa d'Ucraina: 2

Vorskla Poltava: 2009-2010
Dinamo Kiev: 2013-2014
- Coppa del Belgio: 1

Gent: 2021-2022
- Coppa di Cipro: 1

Omonia: 2022-2023